# Bright Light
Bright Light este numele de cod a unei închisori din București din rețeaua secretă de centre de detenție a CIA - centre de interogare clandestine. Locația sitului, în București, a fost confirmată într-un articol AP în 8 decembrie 2011.
Acolo au fost ținuți unii prizonieri foarte importanți din programul de detenție cu nivel de securitate sporită al CIA, printre care și Khalid Sheikh Mohammed. Alte situri din rețeaua de detenție a CIA au fost mai izolate. Centrul din București se afla în incinta Oficiului Registrului Național al Informațiilor Secrete de Stat, fiind ales din rațiuni de securitate.
Celule captivilor erau montate pe arcuri pentru ca aceștia să nu poată sta în picioare. Conform agențiilor de știri, deținuții au fost supuși  „tehnicilor sporite de interogare” în centrul din București, dar nu și metodei controversate de înecare simulată (în en. waterboarding).
Ion Iliescu a afirmat pentru Der Spiegel că el a aprobat doar folosirea locației, fără să știe că va fi folosită drept închisoare secretă. Guvernul SUA a cerut spre sfârșitul lui 2002 - începutul lui 2003 o clădire din România pentru CIA, iar Iliescu a aprobat-o, consilierul prezidențial Ioan Talpeș ocupându-se de detalii.